# رابی (تگزاس)
رابی، تگزاس(به انگلیسی: Roby, Texas) شهری در ایالت تگزاس از ایالات جنوبی ایالات متحده آمریکا است. در سرشماری سال ۲۰۰۰، جمعیت این شهر ۶۷۳ نفر اعلام شد.